# Mushroomhead
Mushroomhead – amerykański zespół muzyczny wykonujący szeroko pojętą muzykę heavymetalową. Powstał w 1993 roku w Cleveland w stanie Ohio.
Na początku miał to być tylko eksperyment muzyczny polegający na połączeniu elektroniki z mocnym wokalem i ciężkimi gitarowymi riffami. Zespół, wbrew oczekiwaniom członków zespołu, spodobał się słuchaczom i odniósł wielki sukces.

## Muzycy
Obecny skład zespołu
- Steve Felton – perkusja (od 1993)
- Jason Popson – wokal (1993–2004, od 2013)
- Ryan Farrell – gitara basowa (od 2012)
- Rick Thomas – gramofony, sample, programowanie (od 2001), instrumenty perkusyjne (od 2006)
- Robbie Godsey – instrumenty perkusyjne (od 2013)
- Steve Rauckhorst – wokal (od 2018)
- Tommy „Tankx” Shaffner – gitara (od 2018)

Byli członkowie zespołu
- John Sekula (zmarły) – gitara (1993–2001)
- Richie Moore – gitara (1993–1999)
- Marko Vukcevich – gitara (2001–2006), sample (1995–2001)
- Dave Felton – gitara (1999–2012)
- Joe Kilcoyne – gitara basowa (1993–1995)
- Jack Kilcoyne – gitara basowa (1995–2012)
- Joe Lenkey – gramofony, sample (1993–1995)
- Daniel Fox – instrumenty perkusyjne (2009–2012)
- Waylon Reavis – wokal (2004–2015)[2]
- Tom Schmitz – instrumenty klawiszowe, sample (1993–2015)
- Jeffrey Hatrix – wokal (1993–2018)
- Tommy Church – gitara (2012–2018)

Muzycy koncertowi
- Jackie LaPonza – wokal (od 2014)

## Historia

### Mushroomhead
„Miałem 21 lat” – mówi perkusista Skinny – „Wraz z Jeffem z którym graliśmy w Hatrixie szukaliśmy czegoś bardziej eksperymentalnego. Shmotz – nasz keyboardzista był wtedy basistą. Miał pianino w domu, więc potrafił zagrać kilka rzeczy. Mieliśmy kilka keyboardów, jakieś oldschoolowe KORGi DW8000, które używaliśmy w Hatrixie. Pewnego dnia przyszliśmy do Shmotza, a on zaczął grać... A ja wyskoczyłem z czymś w stylu 'Ej! Zagraj to jeszcze raz!'. I zaczęliśmy eksperymentować. Nagraliśmy cztery kawałki, a w tym '43'.” W 1992 roku w Cleveland, OH kilka zespołów grało w największym budynku w mieście (Cleveland Warehouse District). Skinny i Jeff poszukiwali odpowiednich ludzi do stworzenia drobnego side-projectu. Perkusista poznał obecnego Keyboardzistę w kapeli Trelleborg, gdzie grał na basie. Jason Popson (Jmann) śpiewał dla Unified Culture (Rock-Metal-Funk). Basista – Mr. Murdernickle grał w speedmetalowej kapeli a gitarzyści i samplista w kilku innych, mniej znanych bandach. Roxy (tancerka) i Bronson (tancerz, później samplista i gitarzysta) poznali się na studiach aktorskich w Ohio i w nieznanych okolicznościach dołączyli do Mushroomhead.
Swoją karierę zaczęli grając w takich klubach jak Peabody’s i Agora. Na początku nie ujawniali swoich imion i twarzy, ponieważ nie chcieli, aby oceniano muzykę Mushroomhead na podstawie dotychczasowych osiągnięć muzycznych i stylu gry poszczególnych członków. Jednym z najważniejszych wieczorów było supportowanie weteranów Clevelandowskiej sceny GWAR. Zespół swoim stylem przyciągnął wielkie rzesze fanów z całego stanu. Dlaczego im się udało? Przez właściwe podejście do fanów, świetną muzykę i kontakt z publicznością jakiego nie ma w wielu teatrach. W końcu w roku 1995 wydali album Mushroomhead po godzinach nagrywań w swoim własnym, niezależnym studiu Filthy Hands Co. (Mushroom.Co).

### Superbuick
Album uznany przez większość członków za najlepszy z dotychczas wydanych. Artyści zapisali w tej małej płytce wszystkie swoje przeżycia z lat 1995–1996. Nie obyło się bez drobnych zmian w składzie. Dotychczasowy tancerz (Bronson) musiał zastąpić sampliste (DJ Virus, który odszedł z zespołu z własnych powodów). Basista Mr.Murdernickle został zastąpiony przez swojego młodszego brata Pig Benis. Zespół występował we wszystkich możliwych miejscach w Cleveland i w okolicach pozyskując jeszcze większe ilości fanów. Sielanka trwała do roku 1999. W tym czasie zespół wydał 1 kasetę VHS i zmienił się ze zwykłego side-projectu w główne zajęcie wszystkich członków.

### M3
W 1999 roku wydany został krążek M3 (rozszyfrować można na Mushroomhead nr 3 – czyli 3 album). Album utrzymany jest w zupełnie innej atmosferze niż dotychczasowe 2 krążki. Zauważalne jest zaangażowanie i uczucie, które Shmotz włożył w każdy utwór. Nie brakuje również sampli z oldschoolowych filmów i ostrego gitarowego brzmienia. Utwór Solitaire Unraveling jest podsumowaniem całego albumu. Znajduje się tam wszystko od łagodnego brzmienia Marimb (Klawisze), ostrych riffów i potężnego slapowania po doskonale urozmaicony i wymieszany wokal pana Nothinga i Popsona. Warto wspomnieć o pozycji numer 10 o nazwie Beauteous, która została stworzona przez Shmotza i jest w pewnym sensie polem do popisu. Cały utwór wyróżnia się przez swoją klasyczność – wszystko to skromne, wesołe pianino pomieszane ze stringsami, które nadają jej trochę specyficzny charakter. Zmiany po albumie wyszły wszystkim na dobre. Wyrzucono gitarzystę Dinnera z powodu bycia niemiłym typem i problemów z pieniędzmi (Spodziewał się większych zarobków). Zastąpił go brat Skinnyego – Dave „Gravy” Felton.

### XX
Album XX to odświeżenie całej dyskografii (Mushroomhead, Superbuick, M3) i zremasterowanie jej. Wszystko z nowym składem.
W 2001 roku na krótki czas podpisano kontrakt z Eclipse Records, lecz niedługo po wydaniu XX grzybom nie spasowały warunki jakie postawiła im wytwórnia. Mimo krótkiego czasu sprzedano wiele kopii. Warto dodać, że w 2001 wykopano gitarzystę J.J Righteous’a przez jego problemy z narkotykami. W jego miejsce wstawiono Bronsona, którego na samplach zastąpił ST1TCH. Z zespołu odeszła także Roxy (chciała założyć rodzinę i zacząć normalne życie). Od 2001 roku zespół zrobił kilka wielkich tras po USA aż do 2002... W 2002 roku Jason Popson pod koniec koncertu ogłosił, że podpisano kontrakt z Universal Records. Gdy aplauz dobiegł końca Skinny wystukał początek nowego kawałka znanego jako Along The Way (nie został wydany oficjalnie, jedynie wrzucono go do filmu The Scorpion King (Król Skorpion)). Po długich sesjach w studiu wydano ostatecznie album XIII (Universal Version). Zajął wysokie miejsce w wielu rankingach i podbił serca wielu ludzi. Ostatnim ważnym wydarzeniem w 2002 roku jest wyprodukowanie teledysku do Solitaire Unraveling (Dean Karr – Korn, Deftones), który przyniósł im jeszcze większą popularność mimo pozostania undergroundowym zespołem.

### Beautiful Stories for Ugly Children
Album został wydany 28 września 2010 przez Megaforce Records. Pierwszy singel z albumu „Come On”, został wydany 16 sierpnia 2010 roku. Jak wspomniano przez samych członków zespołu w wywiadzie dla MTV, tytuł albumu jest zainspirowany powstałym pod koniec lat 80. komiksem o tej samej nazwie.
Po pierwszym tygodniu sprzedaży album zadebiutował na 9. miejscu w notowaniu Billboard i 44. miejscu w ogólnej sprzedaży ponad 11 000 egzemplarzy w pierwszym tygodniu od czasu wydania płyty.

## Dyskografia
Albumy
| Mushroomhead                        | - Data: 3 kwietnia 1995 - Wydawca: MRH Records        | –   |                 |
| Superbuick                          | - Data: 13 września 1996 - Wydawca: Shroom co.        | –   |                 |
| M3                                  | - Data: 9 marca 1999 - Wydawca: MRH Records           | –   |                 |
| XX                                  | - Data: 8 maja 2001 - Wydawca: Eclipse Records        | 178 | - USA: 50 tys.+ |
| XIII                                | - Data: 14 września 2003 - Wydawca: Universal Records | 40  | - USA: 28 tys.+ |
| Savior Sorrow                       | - Data: 19 września 2006 - Wydawca: Megaforce Records | 50  | - USA: 12 tys.+ |
| Beautiful Stories for Ugly Children | - Data: 28 września 2010 - Wydawca: Megaforce Records | 44  | - USA: 19 tys.+ |
| The Righteous & the Butterfly       | - Data: 13 maja 2014 - Wydawca: Megaforce Records     | 20  | - USA: 18 tys.+ |
| „–” album nie był notowany.         |                                                       |     |                 |

Albumy wideo
| Volume 1                    | - Data: 9 sierpnia 2005 - Wydawca: Filthy Hands Records   | – |
| Volume 2                    | - Data: 28 października 2008 - Wydawca: Megaforce Records | 7 |
| „–” album nie był notowany. |                                                           |   |

Remix albumy
| Tytuł      | Dane dot. albumu                             |
| ---------- | -------------------------------------------- |
| Remix      | - Data: 1997 - Wydawca: MRH Records          |
| Remix 2000 | - Data: 2000 - Wydawca: Filthy Hands Records |